# Pyralis albiguttata
Pyralis albiguttata är en fjärilsart som beskrevs av W. Warren 1891. Pyralis albiguttata ingår i släktet Pyralis och familjen mott. Inga underarter finns listade i Catalogue of Life.